# Levitron
Een levitron bestaat uit een bovenste magneet (de tol) en een onderste (de grondplaat), en is zodanig opgebouwd, dat de tol boven de grondplaat kan blijven zweven.
Tol en grondplaat zijn met gelijknamige polen (ZZ of NN) naar elkaar toegekeerd, zodat ze elkaar afstoten. De magneten zijn zo krachtig, dat de afstotende kracht van dezelfde ordegrootte is als het gewicht van de tol, zodat de tol kan zweven. Omdat de stand met naar elkaar toegerichte gelijknamige polen instabiel is zijn twee bijzondere maatregelen nodig:
- Verhinderd moet worden, dat de magneten kunnen omkeren tot de stabiele stand NZ of ZN. De grondplaat kan dat niet omdat deze zwaar is. De tol kan niet omkeren zolang deze draait; de gyroscopische kracht en de precessie houden de tol in verticale stand.
- Voorkomen moet worden dat de tol kan afglijden langs het ondersteunende magneetveld. Dit kan door dat veld niet door één, maar door meerdere magneten te laten vormen. Op die manier kan de sterkte van het magneetveld in een klein gebied op de top van het veld iets kleiner worden dan onmiddellijk daaromheen.